# Paid tha Cost to Be da Boss
"Paid tha Cost to Be da Boss" (estilizado como "Paid tha Cost to Be da Bo$$") é o sexto álbum de estúdio do rapper estadunidense Snoop Dogg, lançado a 26 de novembro de 2002, pelas editoras discográficas Doggystyle Records, Priority Records e Capitol Records. O álbum foi certificado platina pela RIAA, e já vendeu mais de 1,3 milhões de cópias em todo o mundo.  Paid tha Cost to Be da Bo$$ foi o primeiro álbum de Snoop apos a sua saída do selo No Limit Records.

## Faixas
1. "Don Doggy" - 0:42
2. "Da Boss Would Like to See You" - 1:59
3. "Stoplight" - 4:26
4. "From tha Chuuuch to da Palace" (com Pharrell) - 4:40
5. "I Believe in You" (com LaToiya Williams) - 4:34
6. "Lollipop" (com Soopafly, Jay-Z, Nate Dogg) - 3:48
7. "Ballin'" (com The Dramatics, Lil' Half Dead) - 5:19
8. "Beautiful" (com Pharrell, Charlie Wilson) - 4:58
9. "Paper'd Up" (com Kokane, Traci Nelson) - 3:50
10. "Wasn't Your Fault" (com Ginuwine) - 4:30
11. "Bo$$ Playa" - 5:53
12. "Hourglass" (com Kokane, Goldie Loc) - 4:20
13. "The One and Only" - 3:49
14. "I Miss That Bitch" (com E-White) - 3:12
15. "From Long Beach 2 Brick City" (com Redman, Nate Dogg, Warren G) - 3:43
16. "Suited N Booted" - 3:16
17. "You Got What I Want" (com Charlie Wilson, Goldie Loc, Ludacris) - 3:36
18. "Batman & Robin" (com Lady of Rage, RBX) - 5:03
19. "A Message 2 Fat Cuzz" - 1:40
20. "Pimp Slapp'd" Josef Laimberg - 5:42
21. "Mission Cleopatra" (com Jamel Debbouze) [faixa bónus na França] - 3:51

## Recepção
| Críticas profissionais | Críticas profissionais |
| Pontuações agregadas   | Pontuações agregadas   |
| Fonte                  | Avaliação              |
| ---------------------- | ---------------------- |
| Metacritic             | (76/100)               |
| Avaliações da crítica  |                        |
| Fonte                  | Avaliação              |
| Allmusic               | [ 5 ]                  |
| Blender                | [ 6 ]                  |
| Entertainment Weekly   | A−                     |
| Los Angeles Times      | [ 8 ]                  |
| RapReviews.com         | (8.5/10)               |
| Robert Christgau       | [ 10 ]                 |
| Rolling Stone          | [ 11 ]                 |
| Stylus Magazine        | A−                     |
| USA Today              | 3 de 4 estrelas.       |
| Vibe                   | [ 13 ]                 |

- Rolling Stone - 3 estrelas de 5 possíveis - "Snoop estica o fluxo de sobre as faixas underground produzidas por Hi-Tek e The Neptunes."[11]
- Spin - 8 estrelas de 10 possíveis - "O registro pop mais animada de sua carreira .... Paid tha Cost to Be da Boss é Snoop desencadeada."[14]
- Entertainment Weekly - Avaliação: A- - "Snoop renasce, um avô gangsta rap em recline."[7]
- Uncut - 3 estrelas de 5 possíveis - "Ele pisa uma linha entre amar monogamia e clube bangers, enfatizando a acessibilidade por toda parte."[15]
- Vibe - 3.5 estrelas de 5 possíveis - "Seu jogo de palavras ainda é tão ágil como sempre, dando as batidas uma batida para baixo com urgência recém-descoberta."[13]

## Desempenho nas paradas
| Tabelas (2002)                          | Melhor posição |
| --------------------------------------- | -------------- |
| Alemanha (Offizielle Deutsche Charts)   | 46             |
| Bélgica (Ultratop Flandres)             | 48             |
| Dinamarca (Hitlisten)                   | 27             |
| Estados Unidos (Billboard 200)          | 12             |
| Estados Unidos (Top R&B/Hip Hop Albums) | 3              |
| França (SNEP)                           | 17             |
| Nova Zelândia (RMNZ)                    | 27             |
| Países Baixos (Dutch Charts)            | 50             |
| Reino Unido (UK Albums Chart)           | 64             |
| Suíça (Schweizer Hitparade)             | 48             |

### Paradas de fim de ano
| Paradas (2002)                                | Melhor posição |
| --------------------------------------------- | -------------- |
| Estados Unidos (Billboard 200)                | 60             |
| Estados Unidos (Billboard R&B/Hip-Hop Albums) | 20             |

## Certificações
| País                  | Certificação | Vendas certificadas |
| --------------------- | ------------ | ------------------- |
| Canadá (Music Canada) | Ouro         | 50,000              |
| França (SNEP)         | Ouro         | 100,000             |
| Estados Unidos (RIAA) | Platina      | 1,000,000           |
| Japão (RIAJ)          | -            | 19,082              |
| Reino Unido (BPI)     | Ouro         | 100,000             |
| Vendas totais         |              |                     |
| Mundo (IFPI)          | Platina      |                     |

| "Beautiful"           |              |
| País                  | Certificação |
| Austrália (ARIA)      | Ouro         |
| Estados Unidos (RIAA) | Ouro         |
| Nova Zelândia (RIANZ) | Platina      |
| "Mission Cleopatra"   |              |
| País                  | Certificação |
| França (SNEP)         | Ouro         |